# Joshua Close
Joshua Close, né le 31 août 1981 à Oakville, Canada, est un acteur canadien.

## Biographie
Joshua Close est né le 31 août 1981 à Oakville, Canada.

### Vie privée
Il est en couple avec l'actrice Alex McKenna,,.

## Filmographie

### Cinéma

#### Longs métrages
- 2002 : K-19 : Le Piège des profondeurs (K-19: The Widowmaker) de Kathryn Bigelow : Viktor
- 2002 : Adam and Eve d'Izidore K. Musallam : Michael
- 2003 : Twist de Jacob Tierney : Oliver
- 2005 : L'Exorcisme d'Emily Rose (The Exorcism of Emily Rose) de Scott Derrickson : Jason
- 2006 : Le Fléau selon Clive Barker (The Plague) d'Hal Masonberg : Kip
- 2007 : Tellement menteur (Full of It) de Christian Charles : Kyle Plunkett
- 2007 : The Third Eye de Leah Walker : Jacob Printz
- 2008 : Chronique des morts-vivants (Diary of the Dead) de George A. Romero : Jason Creed
- 2008 : Le Jour où la Terre s'arrêta (The Day the Earth Stood Still) de Scott Derrickson : Un ingénieur
- 2010 : The Dead Sleep de Vicki de Mey : Tim
- 2011 : Isolation de Stephen Kay : Jake
- 2012 : The Master de Paul Thomas Anderson : Wayne Gregory
- 2012 : Replicas (In Their Skin) de Jeremy Power Regimbal : Mark
- 2013 : The Privileged de Leah Walker : Richard Hunter
- 2014 : Secret d'État (Kill the Messenger) de Michael Cuesta : Rich Kline
- 2015 : Prémonitions (Solace) d'Afonso Poyart : Linus Harp
- 2017 : Go North de Matthew Ogens : Martin
- 2018 : Anthem of a Teenage Prophet de Robin Hays : Mr Thorp
- 2019 : III de Kevin Phillipps : William Sparks
- 2022 : Monica d'Andrea Pallaoro : Paul
- 2023 : Killers of the Flower Moon de Martin Scorsese : Horace Burkhart

#### Courts métrages
- 2002 : Evelyn: The Cutest Evil Dead Girl de Brad Peyton : Devin
- 2013 : Waterloo de Joey Klein : Montgomery Kessler
- 2016 : 1, 2, 3... You Please. de lui-même : L'homme
- 2016 : We de Becca Gleason : Reese
- 2017 : Sensum d'Alexis Ostrander : Mathew Mitchell
- 2021 : Seeing Diane Arbus de Lindsay Zibach : Linden

### Télévision

#### Séries télévisées
- 1999 : Undressed : Kurt
- 2003 : Jane et Tarzan (Tarzan) : Kurt
- 2003 - 2004 : Blue Murder : Michael Hurson / Gareth McNeil
- 2004 : La Vie comme elle est (Life As We Know It) : Matt Gleason
- 2009 : The Unusuals : Détective Henry Cole
- 2010 : L'Enfer du Pacifique (The Pacific) : Edward Sledge
- 2010 : Los Angeles, police judiciaire (Law and Order: Los Angeles) : Kevin Miller
- 2010 : Thorne: Sleepyhead : Josh Ramsay
- 2011 : Republic of Doyle : Tyler
- 2014 : Fargo : Chazz Nygaard
- 2014 : Rake : Jedidiah Miller
- 2014 : Legends : Aaron Rawley
- 2015 : 12 Monkeys : Ivan
- 2015 : Blacklist (The Blacklist) : Julian Powell
- 2016 : Person of Interest : Jeff Blackwell
- 2017 : Animal Kingdom : Nate
- 2018 : La Vérité sur l'affaire Harry Quebert (The Truth About the Harry Quebert Affair) : Luther Caleb
- 2023 : Plan B : Andy

#### Téléfilms
- 2003 : Face à son destin (Sex & the Single Mom) de Don McBrearty : Tyler
- 2005 : Rendez-moi mon mari ! (The Man Who Lost Himself) d'Helen Shaver : Joe
- 2011 : Le Fiancé aux deux visages (The Craigslist Killer) de Stephen Kay : Détective Frye
- 2019 : Capsized: Blood in the Water de Roel Reiné : Mark Adams
- 2020 : Avec toi pour toujours (Within These Walls) d'Anne De Léan : Ben Shields

### Réalisateur
- 2009 : Short on Love
- 2016 : 1, 2, 3... You Please.

### Scénariste
- 2009 : Short on Love
- 2012 : Replicas (In Their Skin) de Jeremy Power Regimbal
- 2016 : 1, 2, 3... You Please.
- 2018 : Anthem of a Teenage Prophet de Robin Hays